# Raj község
Raj község (románul: Comuna Brazii) község Arad megyében, Romániában. Központja Raj, beosztott falvai Alsószakács, Madarsák, Solymosbucsa, Zöldes.

## Népessége
A 2011-es népszámlálás adatai alapján a község népessége 1155 fő volt.